# Ашгабатська монорейка
Ашгабатська монорейка - монорейкова лінія в Олімпійському містечку Ашгабат, Туркменістан Будівництво розпочалося в 2012 році турецькою компанією Полімекс протяжність маршруту - понад 5 тисяч 138 метрів, висота - від 6 до 20 метрів. Лінія має 8 станцій. Використовується 25-метровий рухомий склад виробництва Intamin Монорейка розпочала функціонувати в квітні 2016 року. Офіційно відкрито 5 травня 2016.

## Ресурси Інтернету
- Ashgabat Monorail by Intamin [Архівовано 19 квітня 2016 у Wayback Machine.]
- First Olympic Monorail [Архівовано 3 серпня 2019 у Wayback Machine.]